# Линейный парк
Линейный парк (англ. Linear park) — парк в городской или пригородной обстановке, основной особенностью которого является большая по длине вытянутая форма.

## История
Некоторые линейные парки представляют собой железнодорожные тропы, другие используют полосы общественной земли рядом с каналами, ручьями, лесополосами, линиями электропередачи, автодорогами и береговыми линиями.
Одним из самых ранних примеров такого вида парков является Emerald Necklace — цепочка парков общей площадью 1100 акров (450 га), связанных бульварами и водными путями, находящаяся в Бостоне и Бруклайне, штат Массачусетс.
Позже линейные парки были созданы в Англии рядом с водными путями. В Милтон-Кинс, новом городе Соединённого Королевства, в конце 1960-х годов был создан линейный парк в пойме реки Грейт-Уз и её притоках. В Большом Лондоне на территории графств Эссекс и Хартфордшир был создан линейный парк Lee Valley Park, простирающийся на 26 миль (42 км) вдоль реки Ли по долине Lea Valley. Он более чем в четыре раза превышает пейзажный Ричмонд-парк.
Также примером линейного парка является берлинский Mauerpark, который был построен на части бывшей Берлинской стены и прилегающей к ней полосы смерти. Другой пример — Краковские Планты в Польше, окружающий Старый город и имеющий длину четыре километра.
В числе других известных линейных парков: Promenade plantée во Франции, Brampton Valley Way в Великобритании, Dodder Park в Ирландии, Parc Linéaire Le P'tit Train du Nord в Канаде, Парк Ха-Яркон в Израиле, Парк Одори в Японии, Camaligan River Park на Филиппинах, Seoullo 7017 в Южной Корее, Torrens Linear Park и The Goods Line в Австралии.
Самое большое количество линейных парков находится в США. Они имеются и в России. Самый протяжённый в Европе линейный парк планируется создать в Ростове-на-Дону.
Некоторые городские надземные переходы функционируют строго как линейные парки, предназначенные для прогулок.

## Фотогалерея
- Lee Valley Park
- Mauerpark
- Гринуэй Coulée verte René-Dumont[фр.]
- Brampton Valley Way
- Пешеходная тропа в парке «Доддер» (Ирландия)
- Le P'tit Train du Nord
- Парк ха-Яркон
- Seoullo 7017
- Camaligan River Park